# ドラゴンアイス

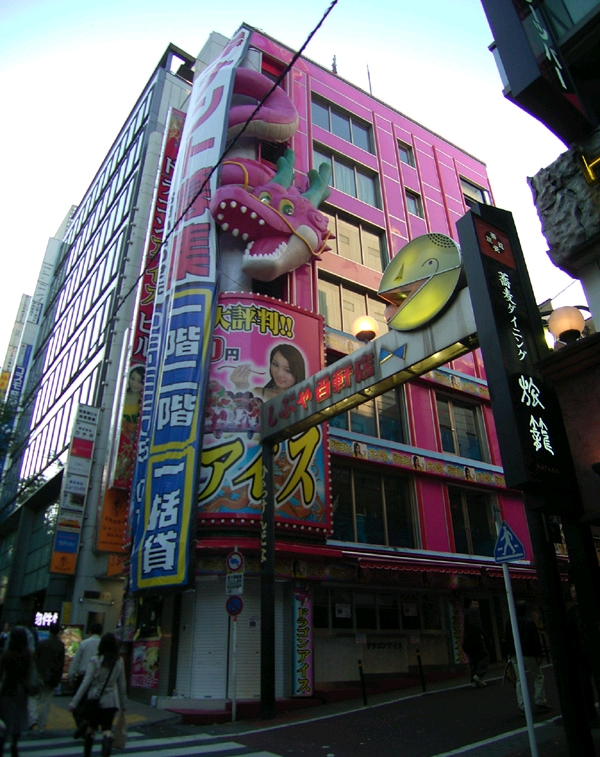
ドラゴンアイス渋谷店ビル（2007年10月閉店）

ドラゴンアイスは、株式会社ドラゴンアイスカンパニーから発売された台湾発祥のかき氷アイス商品の名称。練乳入りの特殊な氷を薄く削ったかき氷に、好みに合わせて別売のナタ・デ・ココやココナッツミルクをトッピングも可能なかき氷アイス。

## かつて存在した店舗

### 渋谷店
東京都渋谷区道玄坂の新宿ソフト系列グループが運営するテナントビルにドラゴンアイス1号店を2007年6月20日開設。ショッキングピンクと赤を基調にし、ストロボフラッシュが取り付けられている。その後同年10月1日をもって閉店した。

### 秋葉原店
2007年10月、東京都千代田区外神田（いわゆる秋葉原地区）に開店。ただし、同年9月には当時同所のテナントだった『雪花の郷』においてドラゴンアイスの取り扱いを開始していた。（『雪花の郷』とドラゴンアイスカンパニーとの関係は不明）
移転後にはドラゴンアイスだけでなく、餅をワッフル状に焼いたものに具をはさんだ「もっふるたん」という商品も販売している。
2008年10月16日より、店内改装の為に閉店（店舗前での臨時営業を除く）となっていたドラゴンアイスの跡地に、今度は「沖縄木灰（おきなわもっかい）そば・まーさぬやー」がオープン。
ドラゴンアイスのHPへのリンクが自動転送で「沖縄木灰（おきなわもっかい）そば・まーさぬやー」のHPになっている。

### 池袋店
2008年6月18日、池袋駅東口のストリップ劇場ミカドの前にその年限りの期間限定で出店。秋葉原店と同様「もっふるたん」も食べられた。

### その他
さくら通りでワゴン車を利用した仮設店舗によるドラゴンアイスの販売が行われていた。